# コルネル・ディヌ
コルネル・ディヌ（ルーマニア語: Cornel Dinu, 1948年8月2日 – ）は、ルーマニア・トゥルゴヴィシュテ出身のサッカー選手。FCディナモ・ブカレストの歴代最多出場記録保持者である。選手としてはルーマニア代表で75試合に出場し、指導者としてもルーマニア代表監督を務めた。ポジションは攻撃的スイーパー、守備的ミッドフィールダー。

## 経歴

### 選手経歴

#### クラブ
ルーマニアの南東部、ムンテニア地方・ドゥンボヴィツァ県・トゥルゴヴィシュテに生まれ、1963年から1966年までメタルル・トゥルゴヴィシュテの下部組織に所属した。1960年代前半のディヴィジア1（1部）ではFCディナモ・ブカレストが4連覇を達成しており、ディヌは1966年にディナモに移ると、同年のトップチームデビューから1983年に現役引退するまでディナモ一筋のサッカー人生を送った。1963年には3歳年上のミルチェア・ルチェスクがディナモに加入しており、ディヌとルチェスクは1960年代後半から1970年代のディナモを牽引した。1970-71シーズンには移籍後初のリーグ優勝を果たし、1972-73シーズンにも優勝した。1973-74シーズンのUEFAチャンピオンズカップでは、1回戦のクルセイダーズFC（北アイルランド）戦セカンドレグで11-0という大勝を記録し、現在でも同大会における最大得点差記録となっている。1974-75シーズンにもリーグ優勝し、32得点を挙げたチームメイトのドゥドゥ・ゲオルゲスクはヨーロッパ・ゴールデンシューに輝いた。自身4度目のリーグ優勝を果たした1976-77シーズンにも、ゲオルゲスクは2度目のヨーロッパ・ゴールデンシューに輝いている。1981-82シーズンのUEFAカップ2回戦ではインテル（イタリア）と対戦し、ジュゼッペ・バレージ、アレッサンドロ・アルトベッリ、ヘルベルト・プロハスカなどがいる格上から金星を挙げた。同シーズンにはリーグ戦で自身5度目の優勝を果たし、1982-83シーズンには2連覇を達成した。ディナモ在籍中、ルーマニア年間最優秀選手賞には1970年、1972年、1974年の3度選出され、1968年と1973年の2度2位となった。ディナモではリーグ戦454試合に出場し、ディヴィジア1では6度、クパ・ロムニエイでは2度優勝したが、出場試合数は現在でもクラブ歴代最多出場記録である。ディヌ在籍時のディナモはUEFAチャンピオンズカップに5度出場しているが、2回戦の壁を超えられなかった。しかし、ディヌ引退直後の1983-84シーズンには準決勝に進出している。

#### 代表
1968年5月1日、オーストリア戦 (1-1) でルーマニア代表デビューした。ルーマニア代表は1966 FIFAワールドカップまで5大会連続でヨーロッパ予選敗退に終わっていたが、1970年にはアンジェロ・ニクレスク監督に導かれ、1970 FIFAワールドカップに出場。グループリーグでは前回大会優勝のイングランド、2度優勝のブラジル、チェコスロバキアと同組となり、1勝2敗の3位でグループリーグ敗退に終わったが、イングランド戦・ブラジル戦はいずれも1点差での敗戦だった。ルーマニアの主要選手にはキャプテンのミルチェア・ルチェスク、ラドゥ・ヌンヴェイラー、フロレア・ドゥミトラチェなどがおり、ディヌ自身は3試合すべてにフル出場した。1950年代から1980年代までの30年間で、ルーマニアがFIFAワールドカップに出場したのは1970年大会が唯一である。1972年のフランス戦で初得点を挙げ、1980年のハンガリー戦では1試合2得点を挙げた。
ルーマニアがUEFA欧州選手権本大会に初出場したのは、ディヌの現役引退後の1984年大会である。1981年までに75試合に出場して7得点を挙げ、75試合のうち38試合でキャプテンを務めたが、これは2013年時点でゲオルゲ・ハジ（65試合）、クリスティアン・キヴ（50試合）、コスティカ・シュテファネスク（43試合）に次ぐ歴代4位の数字である。

### 指導者経歴
1984年には古巣ディナモの監督に就任し、その後はいくつかの中小クラブの監督を務めた。1992年、ミルチェア・ラドゥレスクの後任としてルーマニア代表に就任し、選手時代にライバルのFCステアウア・ブカレストのエースとしてディヌの好敵手だったアンゲル・ヨルダネスクに引き継ぐまで指揮を執った。1990年代後半以降には3度に渡ってディナモの監督に就任し、アドリアン・ムトゥなどを擁した1999-2000シーズンには、ディヴィジア1とクパ・ロムニエイの2冠を達成。1990年代のディナモはタイトルから遠ざかっていたため、ディヴィジア1制覇は8シーズンぶりであり、2冠は10シーズンぶりだった。ルーマニアのスーパーカップであるスーペルクパ・ロムニエイは、単一クラブが2冠を達成した場合には行なわれないため、2000年のスーペルクパは行なわれず、優勝クラブなしとなっている。クパ・ロムニエイでは2000-01シーズンに2連覇を達成した。2000-01シーズン途中には、ディナモのキャプテンを務めていたカタリン・ヒルダンが親善試合中に心停止を起こし、そのまま亡くなるという悲劇があった。2001年にいったんディナモの監督を退いたが、2002年に再び就任して2003年まで指揮した。2002-03シーズン最後までは指揮をとらなかったが、このシーズンのディナモはスーペルクパ・ロムニエイで準優勝し、クパ・ロムニエイで優勝している。

## タイトル

### 選手時代
クラブ
FCディナモ・ブカレスト
- ディヴィジア1 (6) : 1970-71, 1972-73, 1974-75, 1976-77, 1981-82, 1982-83
- クパ・ロムニエイ (2) : 1967-68, 1981-82

個人
- ルーマニア年間最優秀選手賞（英語版） (3) : 1970, 1972, 1974

### 指導者時代
- FCディナモ・ブカレスト

ディヴィジア1 (1) : 1999-2000
クパ・ロムニエイ (2) : 1999-2000, 2000-2001